# Green Naugahyde

Green Naugahyde est un album du groupe Primus sorti le 13 septembre 2011. Il était en écoute gratuite sur la page facebook de South Park.

## Titres
1. Prelude to a Crawl
2. Hennepin Crawler
3. Last Salmon Man
4. Eternal Consumption Engine
5. Tragedy's A'Comin'
6. Eyes of the Squirrel
7. Jilly's on Smack
8. Lee Van Cleef
9. Moron TV
10. Green Ranger
11. HOINFODAMAN
12. Extinction Burst
13. Salmon Men

## Membres
- Les Claypool : basse et chant
- Larry LaLonde : guitare
- Jay Lane : batterie